# FreeDOS-32
FreeDOS-32 — свободная 32-битная операционная система для процессоров серии x86. В отличие от FreeDOS, которая стремится к полной совместимости с MS-DOS, FreeDOS-32 является дальнейшим развитием этой системы при сохранении её базовых принципов — однозадачности и полного доступа исполняемой программы ко всем ресурсам системы.
FreeDOS-32 может загружаться как самостоятельная ОС, но может и запускаться из-под обычной DOS.
FreeDOS-32 позволяет выполнять системные вызовы 32-битных DPMI-программ без переключения в реальный режим процессора.
FreeDOS-32 является модульной и расширяемой. В будущем предполагается добавить поддержку различных файловых систем и разных форматов исполняемых файлов (например, PE, COFF, ELF). Возможно, что будет обеспечено исполнение консольных программ Win32 (таких как FAR Manager).